# Stadio Ucraina
Lo stadio Ucraina (in ucraino стадіон Україна?, stadion Ukraïna) è un impianto sportivo della città di Leopoli, in Ucraina. Ospita le gare interne della squadra calcistica del Futbol'nyj Klub Karpaty e occasionalmente della nazionale di calcio dell'Ucraina. Ha una capienza di 28 051 posti.

## Storia
L'impianto, conosciuto fino al 1990 come Družba (in ucraino Дружба?, "amicizia"), è stato aperto il 18 agosto 1963, quando si disputò la partita di calcio tra il Karpaty e i lituani dello Žalgiris.
Negli anni novanta è stato ristrutturato in vista della partecipazione del Karpaty in Coppa UEFA 1999-2000 con la ridotta capacità di 28 051 posti a sedere.

## Struttura
Lo stadio può ospitare 28 051 spettatori, il terreno di gioco è in erba naturale.